# Tojolabal (volk)
De Tojolabal (Tojolabal: Tojolwinik'otik) zijn een Mayavolk woonachtig in de staat Chiapas in het zuiden van Mexico. Er leven 54.505 Tojolabal in Mexico.
De Tojolabal zijn waarschijnlijk relatief recente bewoners van Chiapas, zij zijn sterker verwant aan de Guatemalteekse Maya's dan aan de andere Chiapaneekse indianenvolkeren. De taalkundige en antropoloog Carlos Lenkersdorf is bekend wegens zijn onderzoek naar de leefwereld en filosofie van de Tojolabal.